# SheepShaver
SheepShaver es un emulador de Apple Macintosh PowerPC lanzado en 1998 para BeOS y posteriormente para Linux. El nombre del programa debe en parte a otro emulador de Macintosh II llamado ShapeShifter (antecesor del Basilisk II). SheepShaver, ShapeShifter y Basilisk II fueron desarrollados originalmente por el programador alemán Christian Bauer. Éste lo convirtió en código abierto tras la desaparición de Be Incorporated (empresa creadora de BeOS) en el año 2002.
En los últimos años, el principal desarrollador que mantiene el proyecto de SheepShaver es Gwenole Beauchesne el cual se unió más tarde.
Tal y como ShapeShifter o Basilisk II hacen en máquinas 680x0 (como Amiga Clásico), SheepShaver funciona como una "máquina virtual" en procesadores PowerPC ejecutando código nativamente sin apenas ralentizar la velocidad del sistema emulado. No se emula el hardware sino que se instalan en la rom del Mac unos drivers diseñados para llamar a las funciones del SO anfitrión. En otros procesadores como x86 gracias al emulador con recopilación dinámica de código PPC para x86 creado por Gwenole es posible también ejecutar el MacOS PowerPC con una penalización en el rendimiento (comparado con ejecutarlo en una máquina PowerPC). Pese a todo el emulador de PPC de Gwenole es uno de los más rápidos que existen de código abierto.
En la actualidad corre también en Windows (pero algo inestable ya que desde la incorporación de Gwenole al proyecto se ha ido abandonando progresivamente la independencia de plataforma heredada de Basilisk II y el código está plagado de funciones típicas de Linux) así como en Mac Os X (aquí establemente gracias a ser de tipo Unix). De momento los procesadores soportados son PowerPC y x86.
Es capaz de ejecutar el Mac OS desde la versión 7.5.2 hasta la versión 9.0.4, pero requiere una "imagen" de la ROM. Para ejecutar las versiones 8.1 y posteriores es necesario que sea de tipo Old World ROM (de Mac viejo, habitualmente de los anteriores a los que llevaban USB para todo). Al igual que el resto de  emuladores de Christian, funciona en multitarea y permite al usuario ejecutar aplicaciones clásicas de Mac junto con otras aplicaciones del Sistema Operativo Anfitrión (BeOS, Windows, Mac OS X, Linux, etc.) 
Aunque SheepShaver tiene un excelente soporte de Ethernet y de una salida de audio de calidad CD, SheepShaver no emula la unidad controladora de memoria (MMU), como hace el Basilisk II (salvo cuando es ejecutado en un 680x0), y no puede ejecutar versiones posteriores del MacOS 9 ni ninguna versión de Mac Os X. Para correr dichos sistemas la mejor opción es ejecutar MOL (Mac On Linux, un emulador de tipo "máquina virtual" para Linux PowerPC) o bien PearPC (aunque su emulador de PPC es a día de hoy notablemente más lento que el de SheepShaver). Actualmente, los desarrolladores de SheepShaver no tienen planeado añadir emulación de MMU.

## Otras alternativas
- VMware, software propietario pero con versiones gratuitas.
- VirtualBox de licencia GNU.
- Virtual PC
- KVM
- Xen
- BOCHS de licencia GPL.
- QEMU de licencia GPL.
- Virtuozzo, software propietario
- Mac on Linux
- Basilisk II